# Palazzo Rosso
El Palazzo Brignole Sale o Palazzo Rosso és un museu situat a la Via Garibaldi, en el centre històric de Gènova, Itàlia. El palau forma part del Patrimoni de la Humanitat de la UNESCO Gènova: Le Strade Nuove i el sistema del Palazzi dei Rolli. La rica col·lecció d'art, juntament amb les galeries de Palazzo Bianco i Palazzo Doria Tursi, forma part del Musei di Strada Nuova i consta de les obres d'artistes del calibre d'Antoon van Dyck, Guido Reni, Paolo Veronese, Guercino, Gregorio De Ferrari, Albrecht Dürer, Bernatdo Strozzi i Mattia Prettç.

## Història
Construït el 1675, el Palazzo Rosso no va ser un dels 163 Palazzi dei Rolli de Gènova, les residències privades seleccionades on notables convidats de la República de Gènova van ser allotjats durant les visites d'Estat, ja que l'últim d'aquesta llista es va completar el 1664, deu anys abans de la construcció del palau. Com un distingit palau del segle xvii a la Strada Nuova, no obstant això, el 13 de juliol de 2006 va ser inclòs en la llista de 42 palaus que ara formen el Patrimoni de la Humanitat de la UNESCO de Gènova: Le Strade Nuove i el sistema del Palazzi dei Rolli. El 1874, l'últim descendent de la família, la Duquessa de Galliera Maria Brignole Surt, va llegar al municipi de Gènova el palau i les seves col·leccions d'art, que constitueixen el primer nucli de la galeria d'art d'avui.

## La col·lecció d'art
La col·lecció d'art inclou:

### Guercino
- Cleopatra morente
- Il suicidio di Catone
- Madonna col Bambino, San Giovannino e i santi Giovanni Evangelista e Bartolomeo

### Paolo Veronese
- Giuditta e Oloferne

### Gregorio De Ferrari
- Affresco della Primavera
- Affresco dell'Estate

### Anton van Dyck
- Ritratto di Paolina Adorno-Brignole-Sale
- Ritratto equestre di Anton Giulio Brignole-Sale
- Cristo portacroce
- Ritratto di Filippo Spinola di Tassarolo
- Ritratto dell'orefice Pucci con il figlio
- Cristo della moneta
- Ritratto di Geronima Sale Brignole con la figlia Aurelia

### Albrecht Dürer
- Ritratto di giovane veneziano, 1506

### Palma el Vell
- Madonna col Bambino tra i santi Giovanni Battista e Maddalena, 1520-1522 circa

### Guido Reni
- San Sebastiano

### Bernardo Strozzi
- La cuoca
- Madonna col Bambino e san Giovannino
- Pifferaio

### Ludovico Carracci
- Annunciazione

### Giovanni Battista Chiappe
- Ritratto del Doge Rodolfo Maria Brignole Sale

### Grechetto
- Il viaggio della famiglia di Abramo
- Natività
- Fuga di pecore

## Galeria

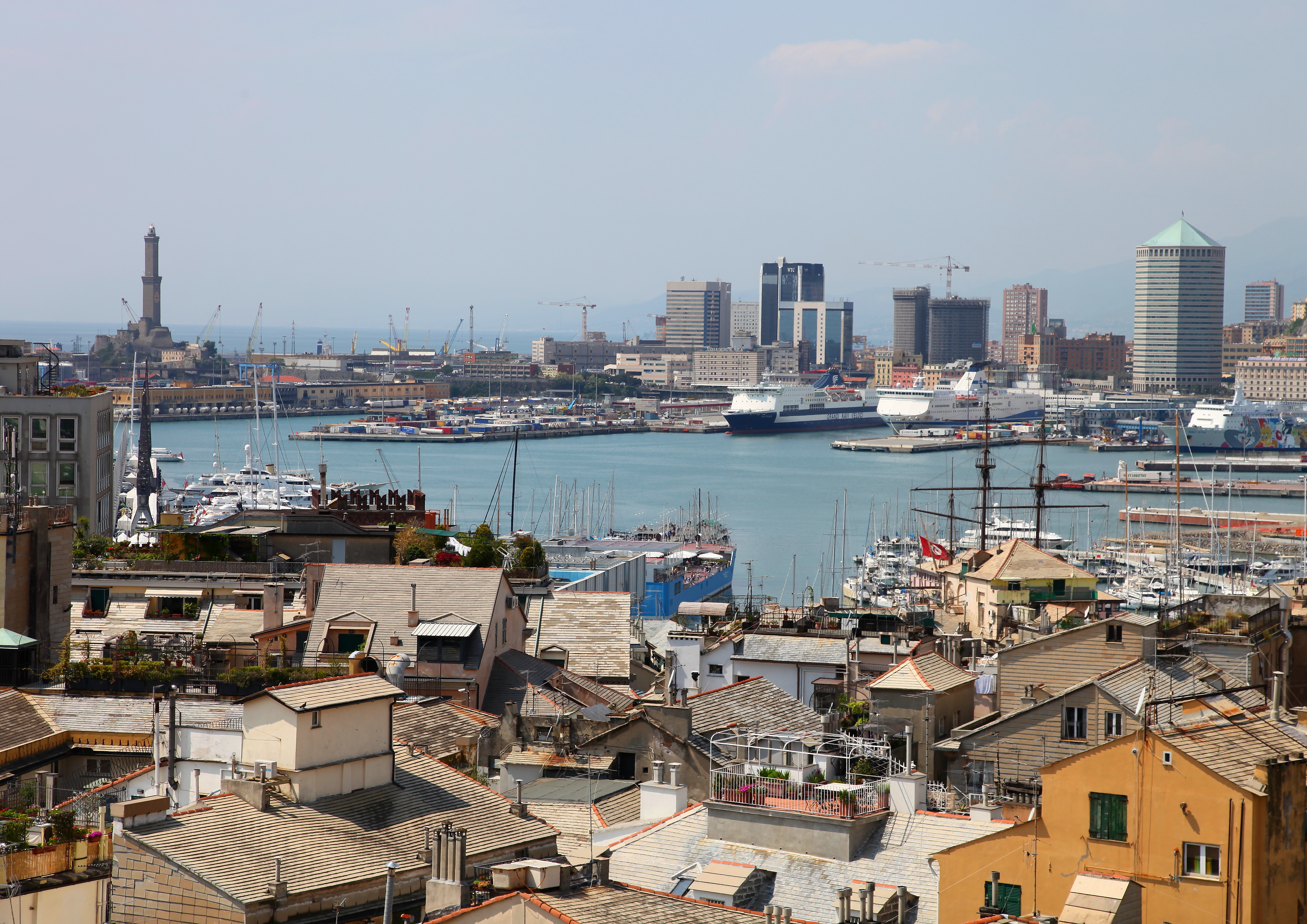
Vista des de Palazzo Rosso, Gènova
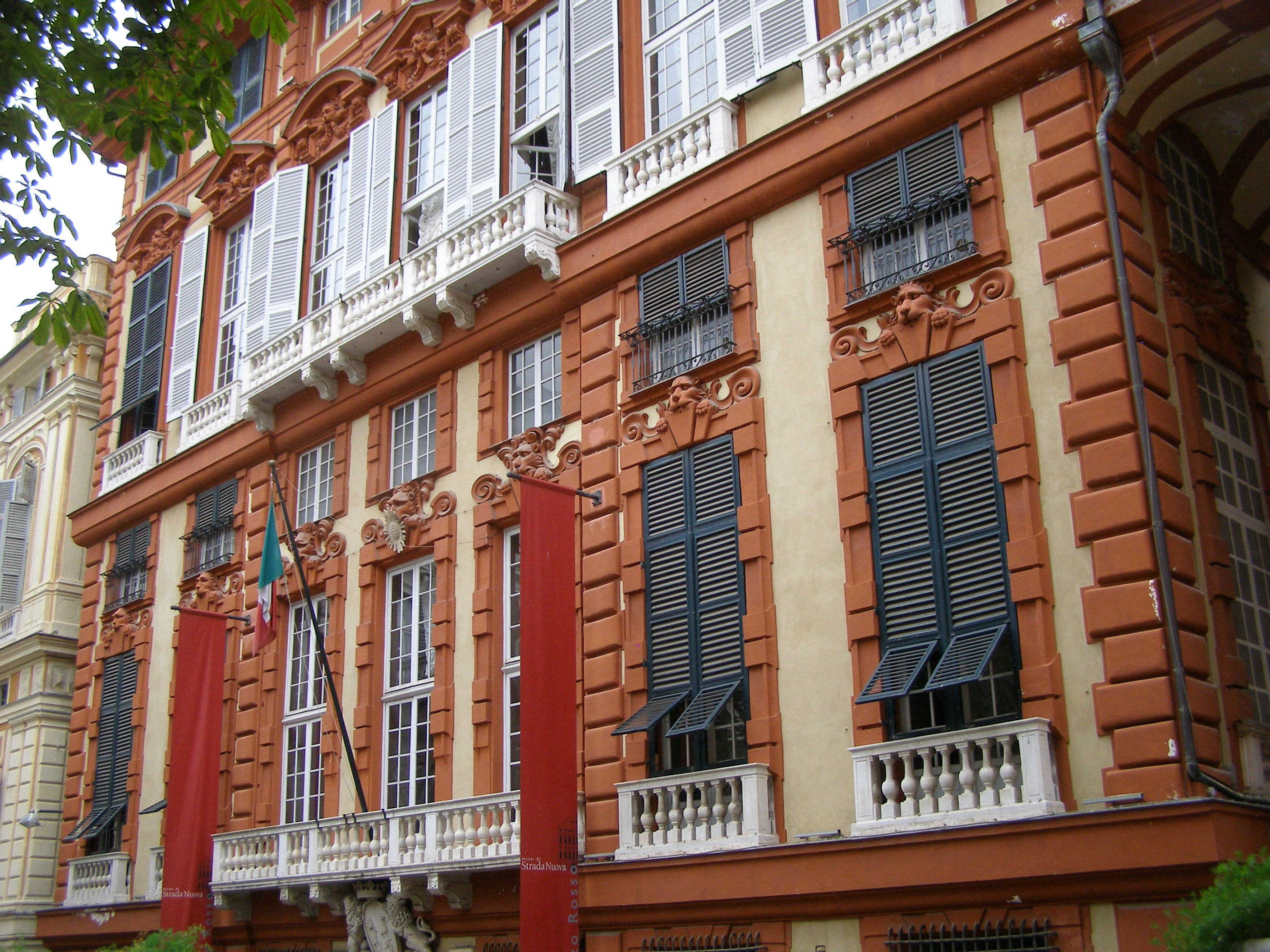
Palazzo Rosso, Gènova
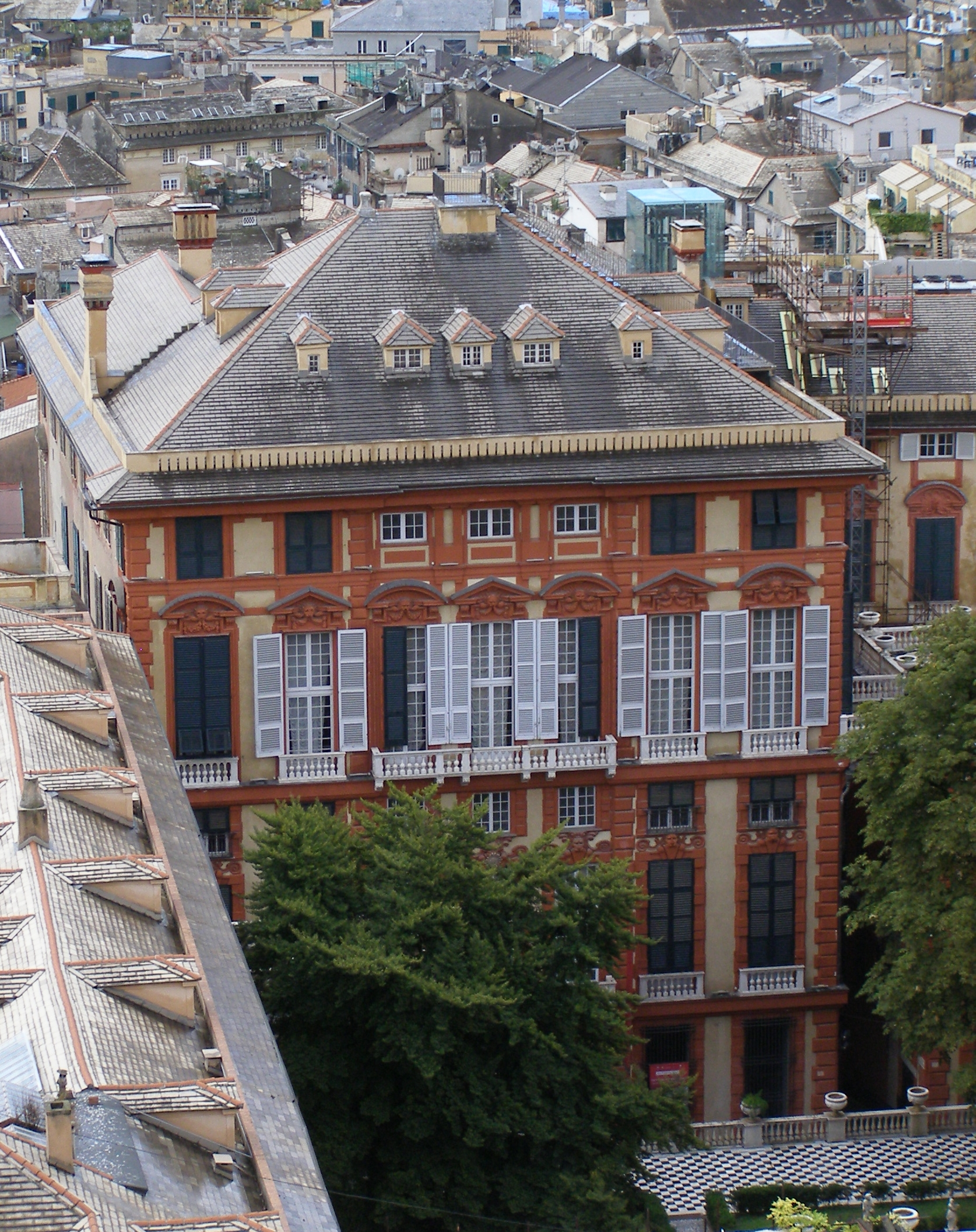
Palazzo Rosso, Gènova
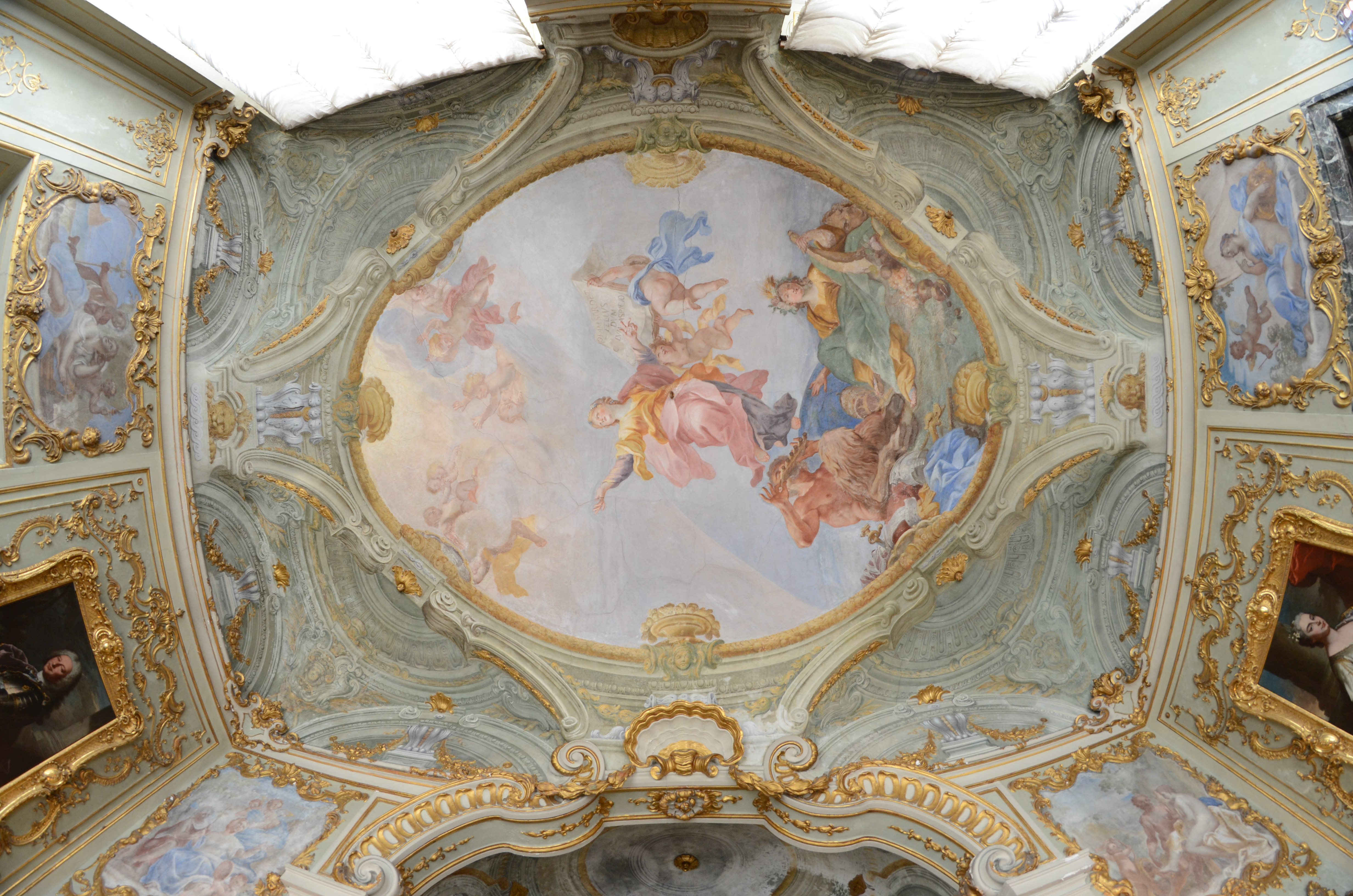
Palacio Rosso, Gènova
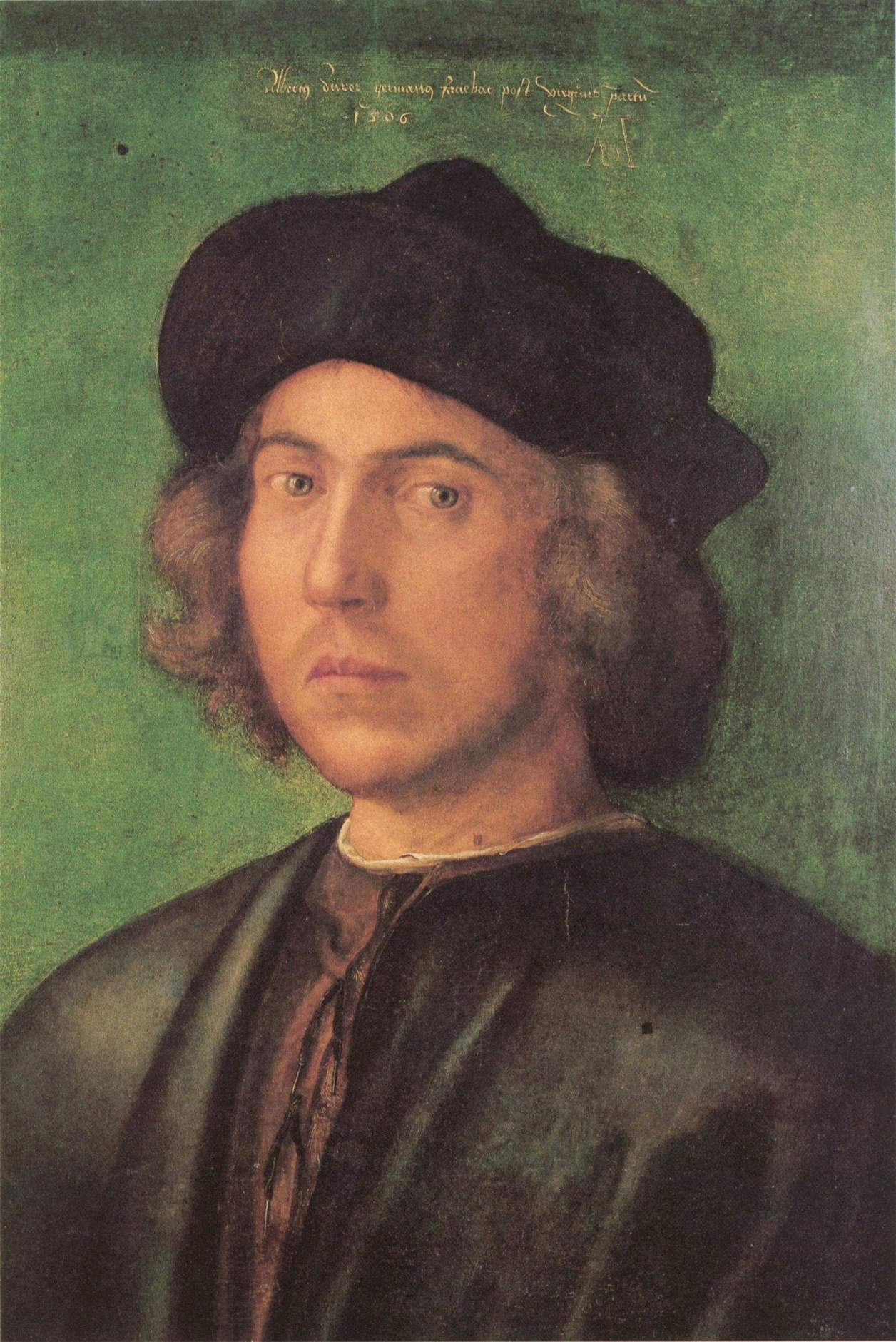
Alberto Dürer, retrat d'un jove, Palazzo Rosso, Gènova
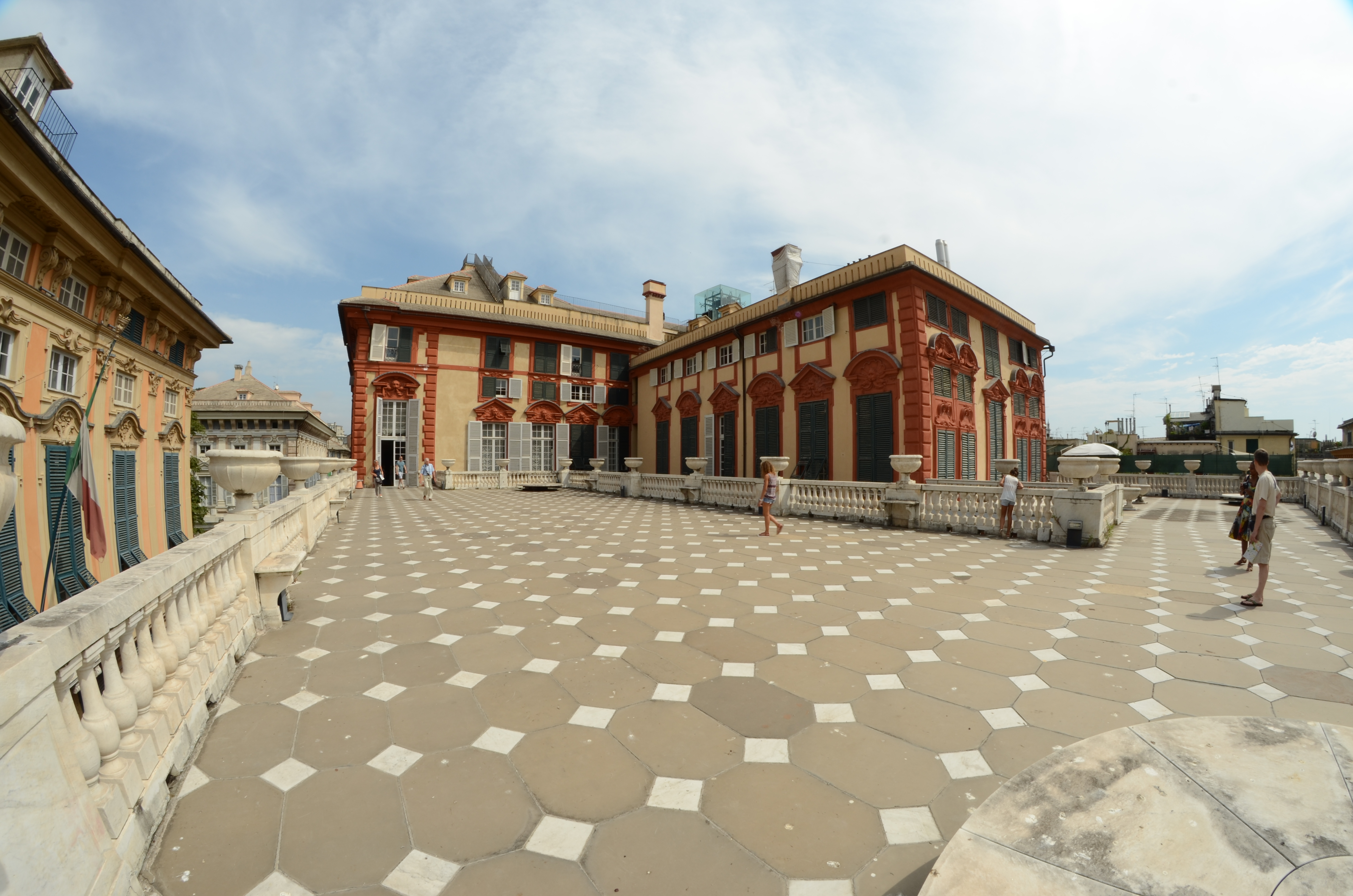
Palazzo Rosso, Gènova
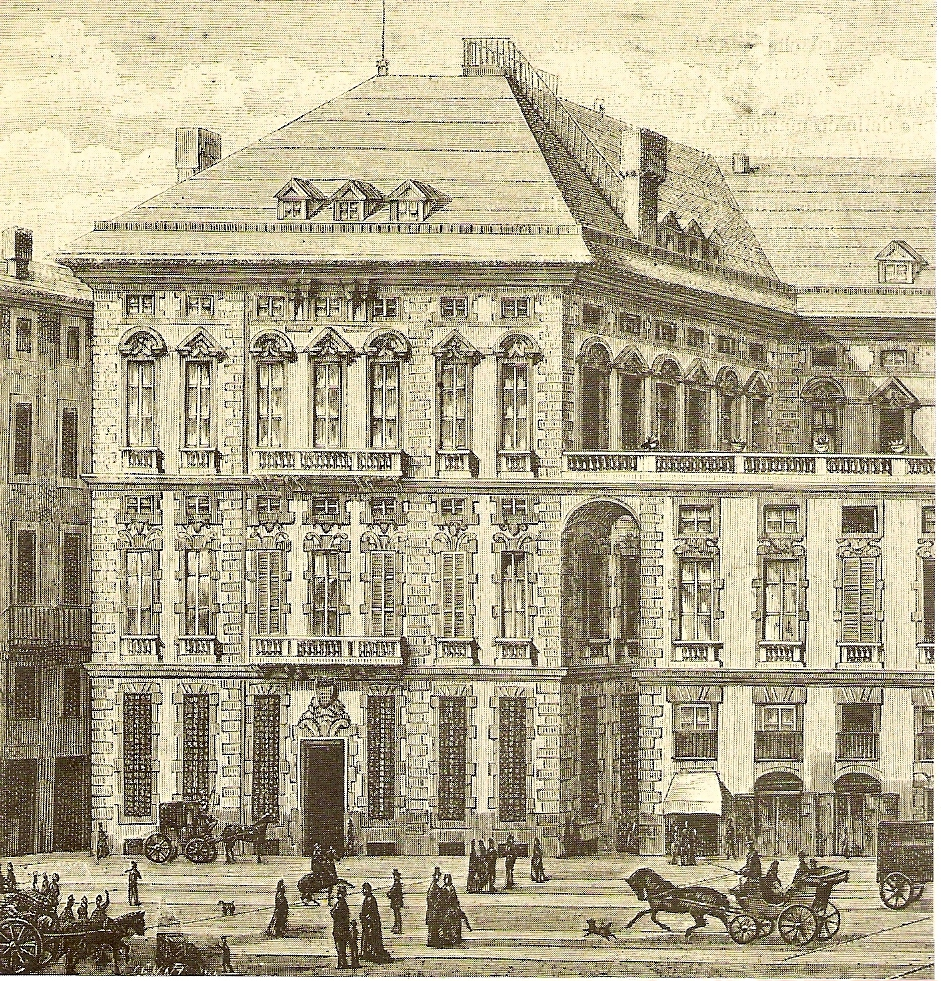
Palazzo Rosso, Gènova
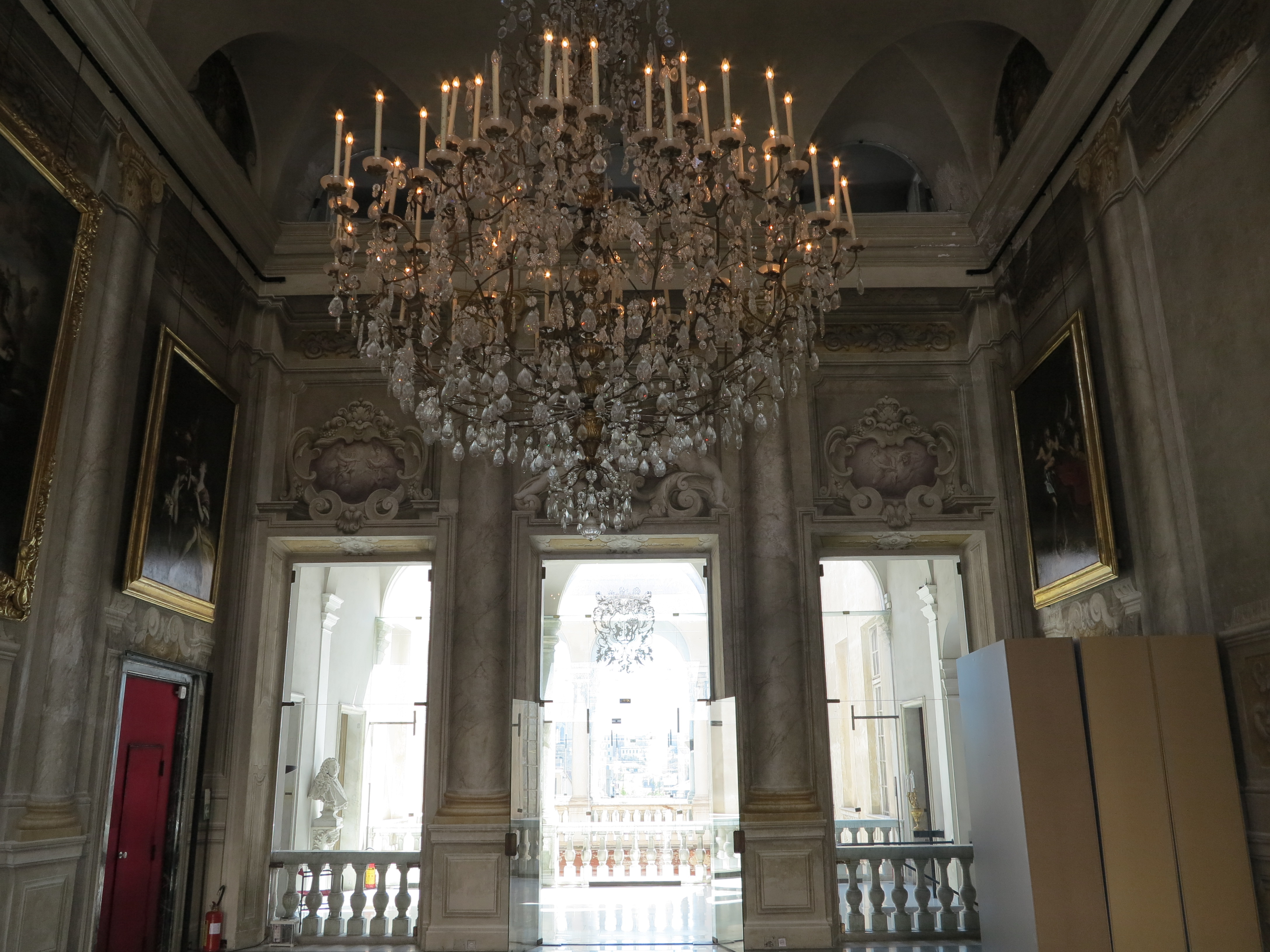
Palazzo Rosso, Gènova
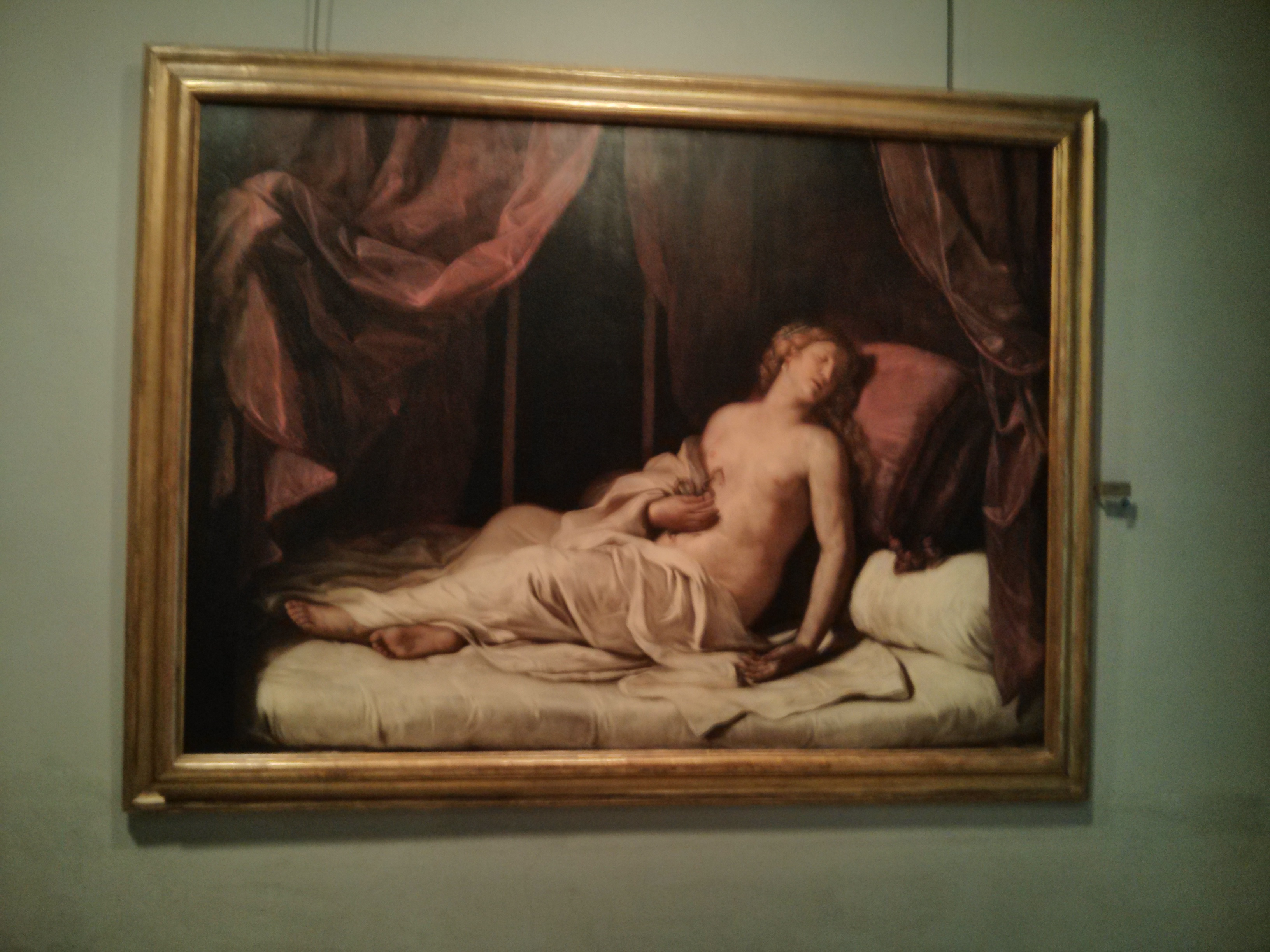
Palazzo Rosso, Gènova
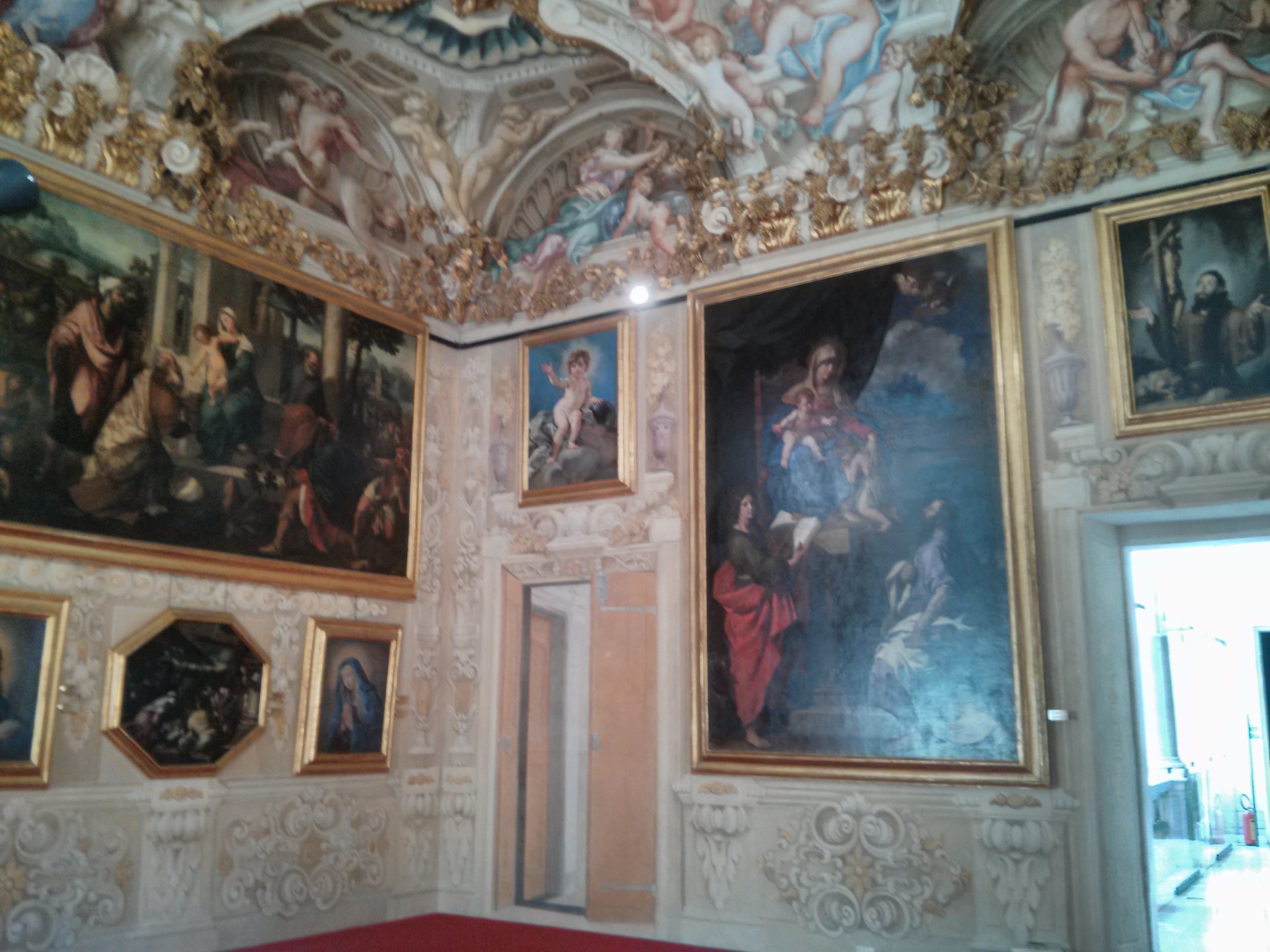
Palazzo Rosso, Gènova
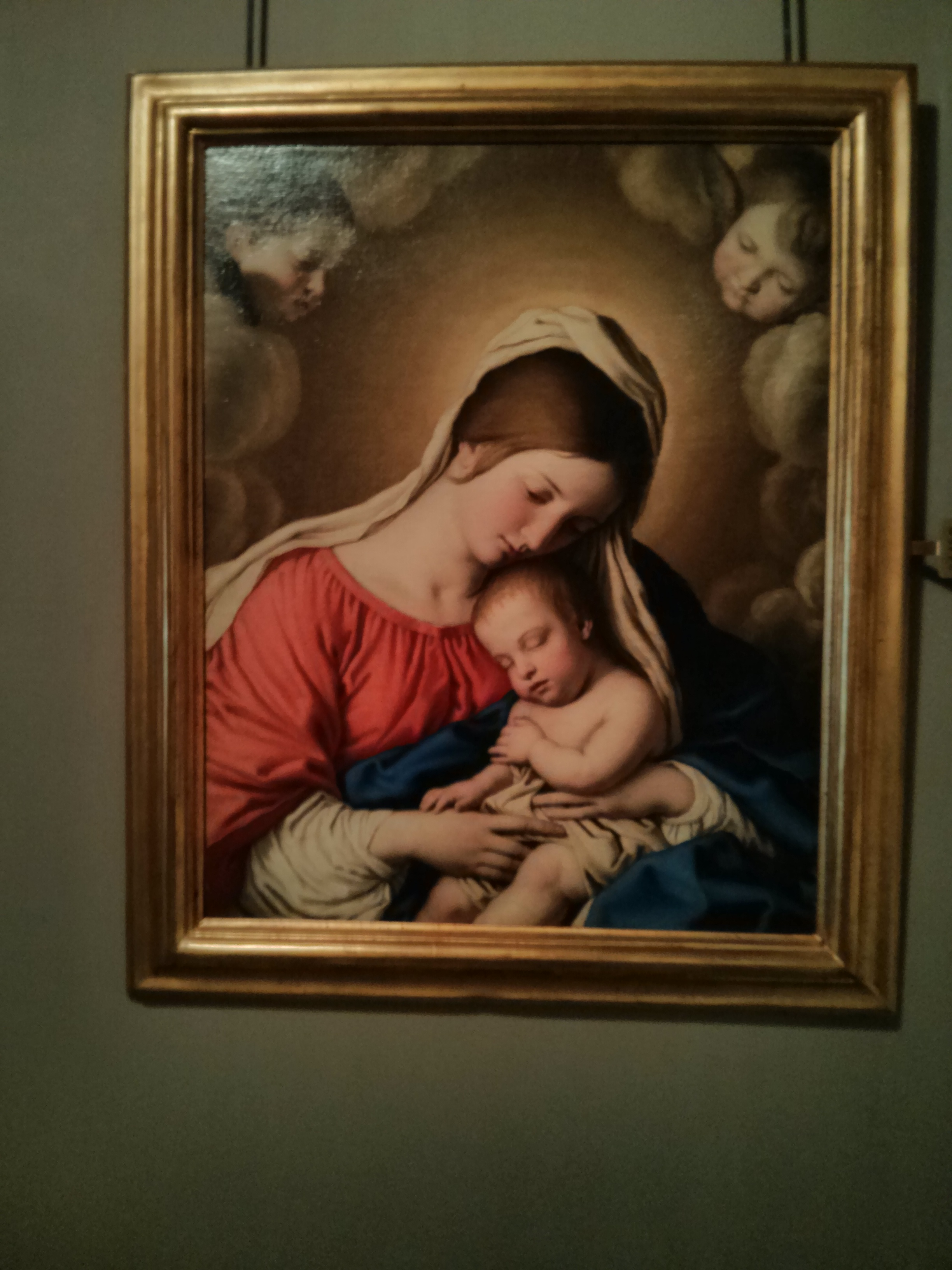
Palazzo Rosso, Gènova
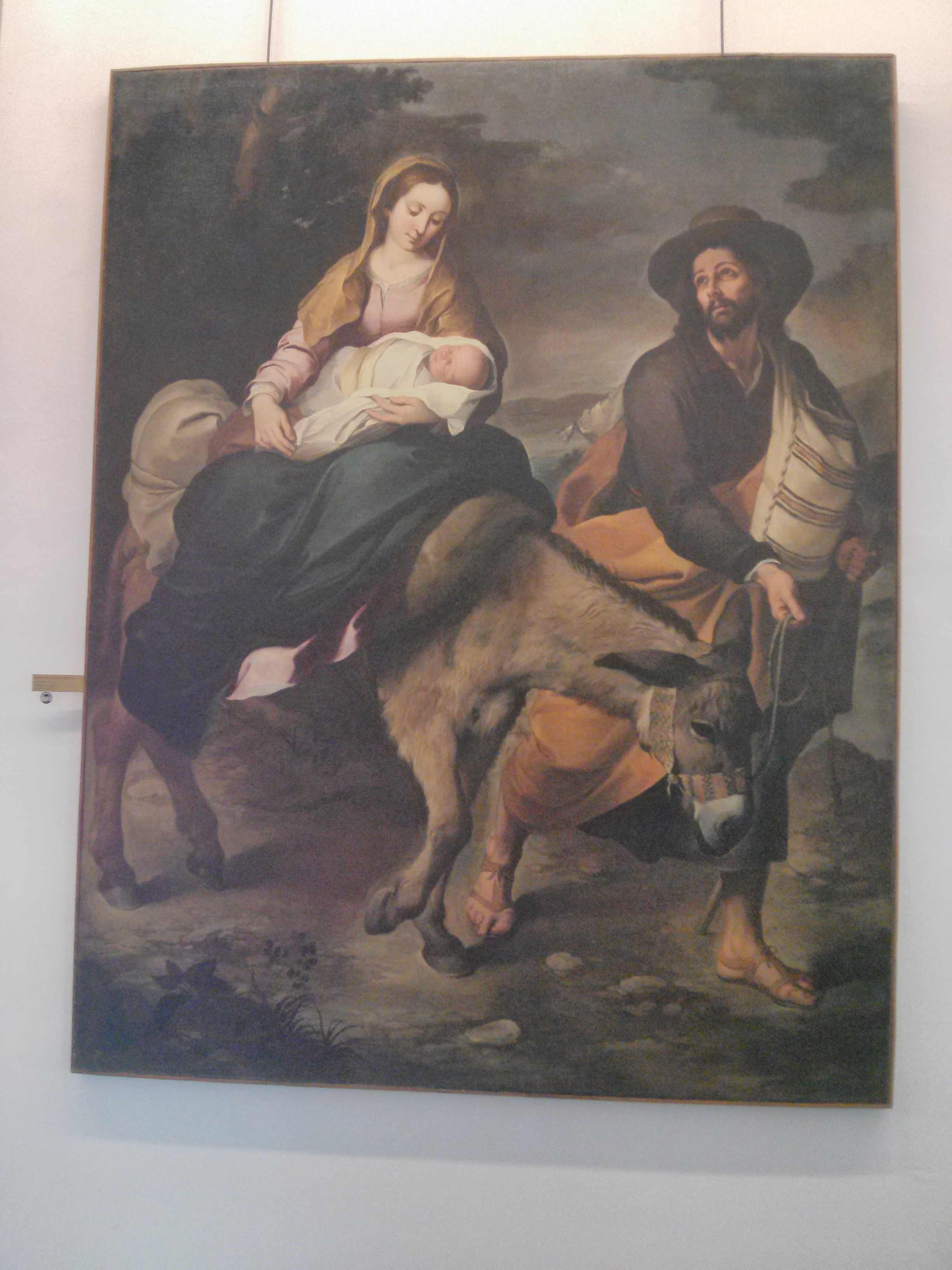
Palazzo Rosso, Gènova
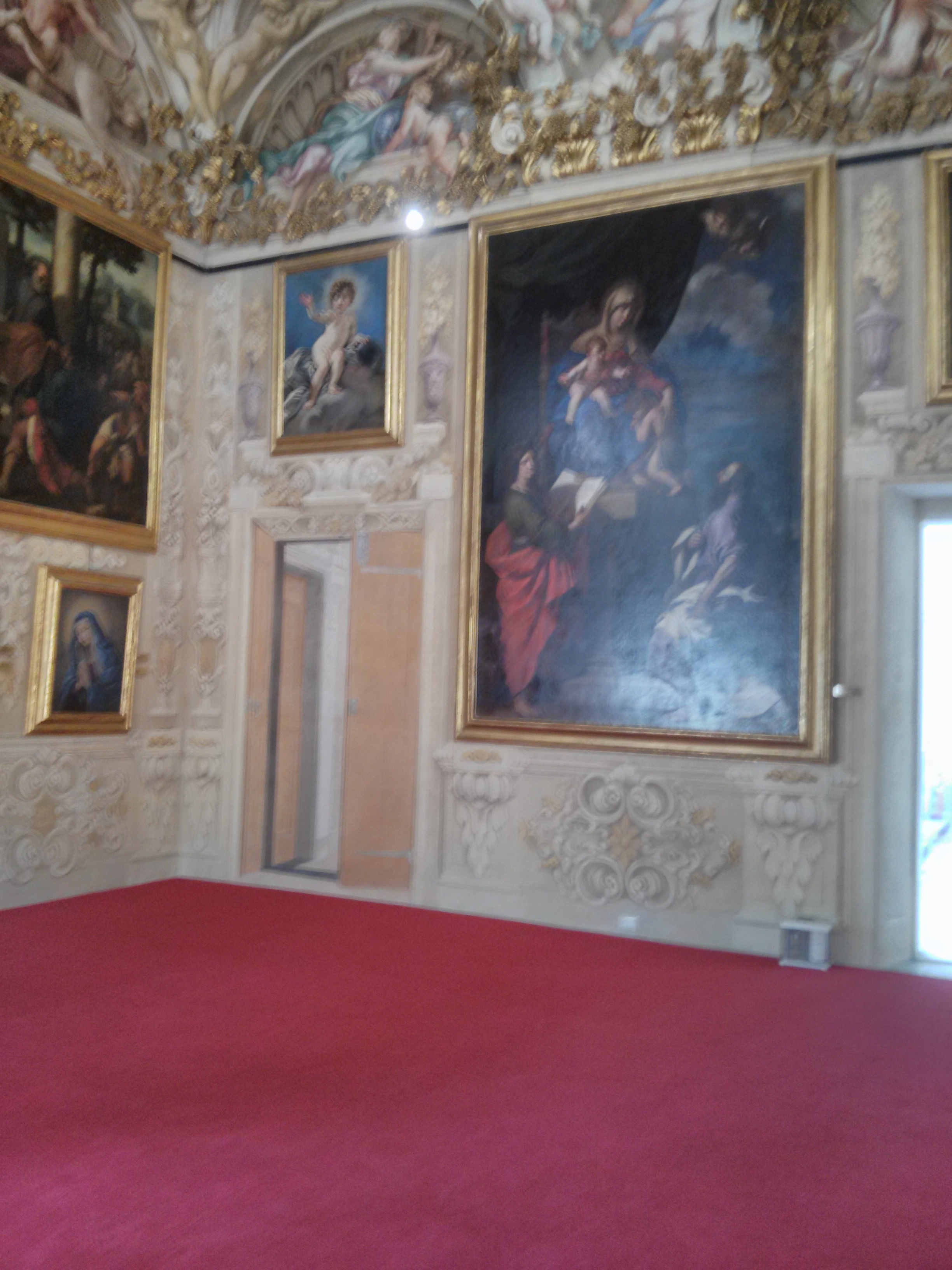
Palazzo Rosso, Gènova